# Hydraeninae
Hydraeninae — подсемейство жуков из семейства водобродок.

## Описание
Тело продолговато овальной формы. Бока переднеспинки и надкрылий сочленяются под отчётливым углом, не образую непрерывной дуговидной линией, умеренно или слабо выпуклый, голова и переднеспинка с различной макроскульптурной (пунктировка, ямки, бороздки и др.), надкрылья не усечены на вершине, обычно с продольными точечными рядами. Переднеспинка с максимальной шириной у середины или у переднего края. Коготковый сегмент задних лапок больше суммарной длины остальных сегментов.

## Систематика
- подсемейство: Hydraeninae

- триба: Hydraenidini

- род: Haptaenida
- род: Hydraenida
- род: Parhydraenida

- триба: Hydraenini

- род: Adelphydraena
- род: Hydraena

- триба: Limnebiini

- род: Limnebius
- род: Laeliaena

- триба: Madagastrini

- род: Davidraena
- род: Gondraena
- род: Madagaster

- триба: Parhydraenini

- род: Decarthrocerus
- род: Discozantaena
- род: Parhydraena
- род: Parhydraenopsis
- род: Pneuminion
- род: Protozantaena